# Abacetus divergens
Abacetus divergens es una especie de escarabajo terrestre de la subfamilia Pterostichinae. Fue descrito por Tschitscherine en 1899. 